# Sušica, Kruševac
Sušica (izvirno srbsko Сушица) je naselje v Srbiji, ki upravno spada pod Občino Kruševac; slednja pa je del Rasinskega upravnega okraja.

## Demografija
V naselju živi 743 polnoletnih prebivalcev, pri čemer je njihova povprečna starost 44,2 let (43,2 pri moških in 45,3 pri ženskah). Naselje ima 214 gospodinjstev, pri čemer je povprečno število članov na gospodinjstvo 4,10.
To naselje je, glede na rezultate popisa iz leta 2002, večinoma srbsko.
|  |

| Demografija | Demografija     | Demografija     |
| Leto        | Št. prebivalcev | Št. prebivalcev |
| ----------- | --------------- | --------------- |
|             |                 |                 |
|             |                 |                 |
|             |                 |                 |
|             |                 |                 |
| 1948        | 1122            |                 |
| 1953        | 1207            |                 |
| 1961        | 1191            |                 |
| 1971        | 1113            |                 |
| 1981        | 1123            |                 |
| 1991        | 1000            | 976             |
| 2002        | 917             | 878             |
|             |                 |                 |

| Etnična sestava po popisu iz leta 2002 | Etnična sestava po popisu iz leta 2002 | Etnična sestava po popisu iz leta 2002 | Etnična sestava po popisu iz leta 2002 | Etnična sestava po popisu iz leta 2002 |
| -------------------------------------- | -------------------------------------- | -------------------------------------- | -------------------------------------- | -------------------------------------- |
| Srbi                                   | Srbi                                   |                                        | 877                                    | 99,88%                                 |
| Neznano                                | Neznano                                |                                        | 0                                      | 0,0%                                   |